# Villalón de Campos
Villalón de Campos ist ein nordspanischer Ort und eine Gemeinde (municipio) mit 1.496 Einwohnern (Stand: 2024) in der Provinz Valladolid der Autonomen Gemeinschaft Kastilien-León.

## Lage
Villalón de Campos liegt etwa 85 Kilometer nordnordwestlich von Valladolid in der kastilischen Hochebene in einer Höhe von etwa 845 m.
Das Klima im Winter ist durchaus kalt, im Sommer dagegen warm bis heiß; die eher spärlichen Regenfälle (ca. 486 mm/Jahr) fallen überwiegend im Winterhalbjahr.

## Bevölkerungsentwicklung
| Jahr      | 1970 | 1981 | 1991 | 2001 | 2011 | 2021 |
| Einwohner | 2572 | 2278 | 2193 | 2056 | 1890 | 1526 |

Trotz der Reblauskrise im Weinbau und der Mechanisierung der Landwirtschaft ist die Einwohnerzahl der Gemeinde im Wesentlichen konstant geblieben.

## Wirtschaft
Die Landwirtschaft spielte seit jeher die wichtigste Rolle für die Bevölkerung der Region, doch bereits im Mittelalter entwickelten sich auch Handwerk und Handel. Im 18. Jahrhundert wurde der Ort in die Planungen für den Canal de Castilla angeschlossen, dessen südwestliches Ende er seitdem bildet. In der zweiten Hälfte des 20. Jahrhunderts hat auch der Tourismussektor größere Bedeutung erlangt.

## Sehenswürdigkeiten

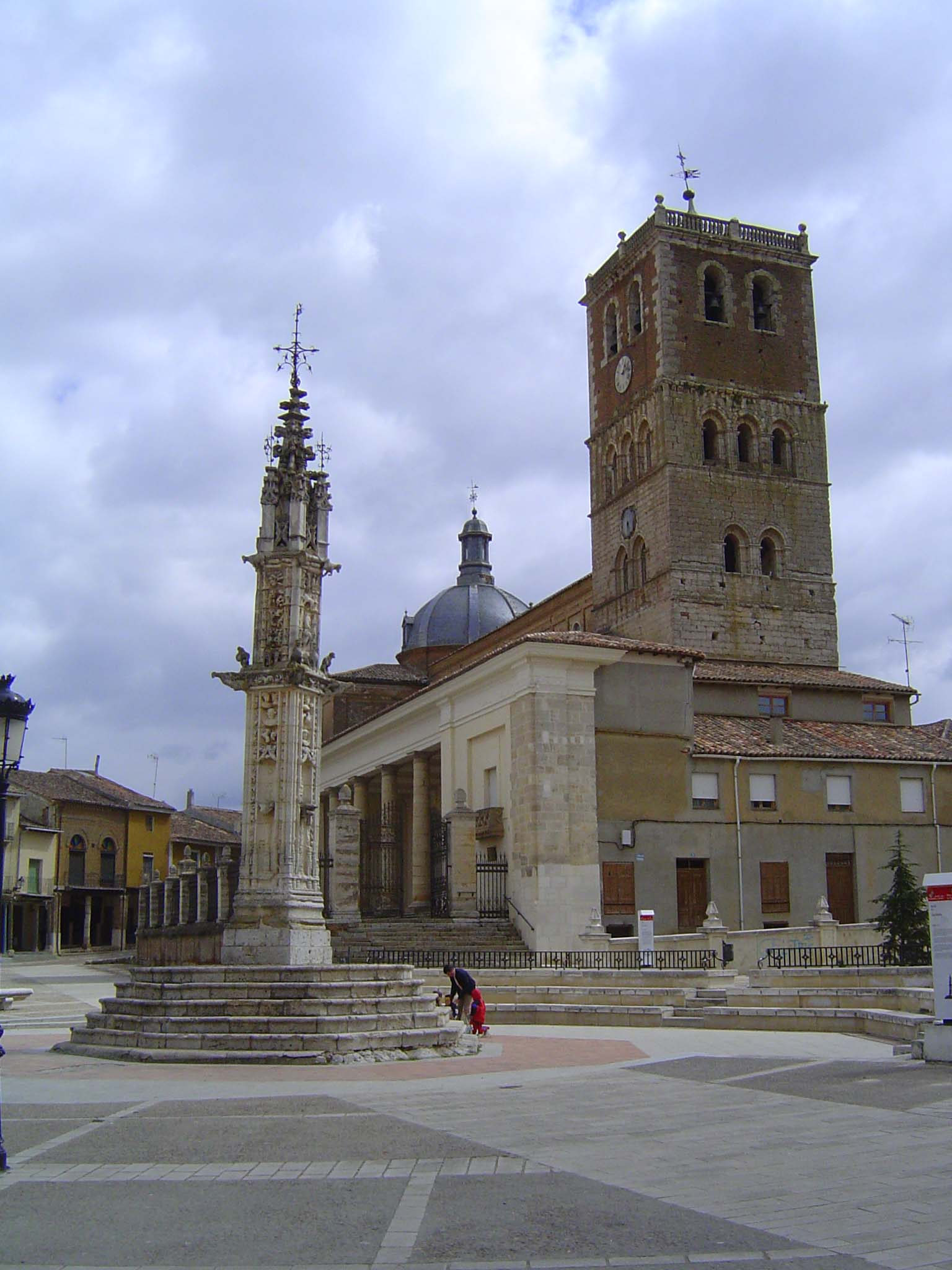
Michaeliskirche
- Peterskirche
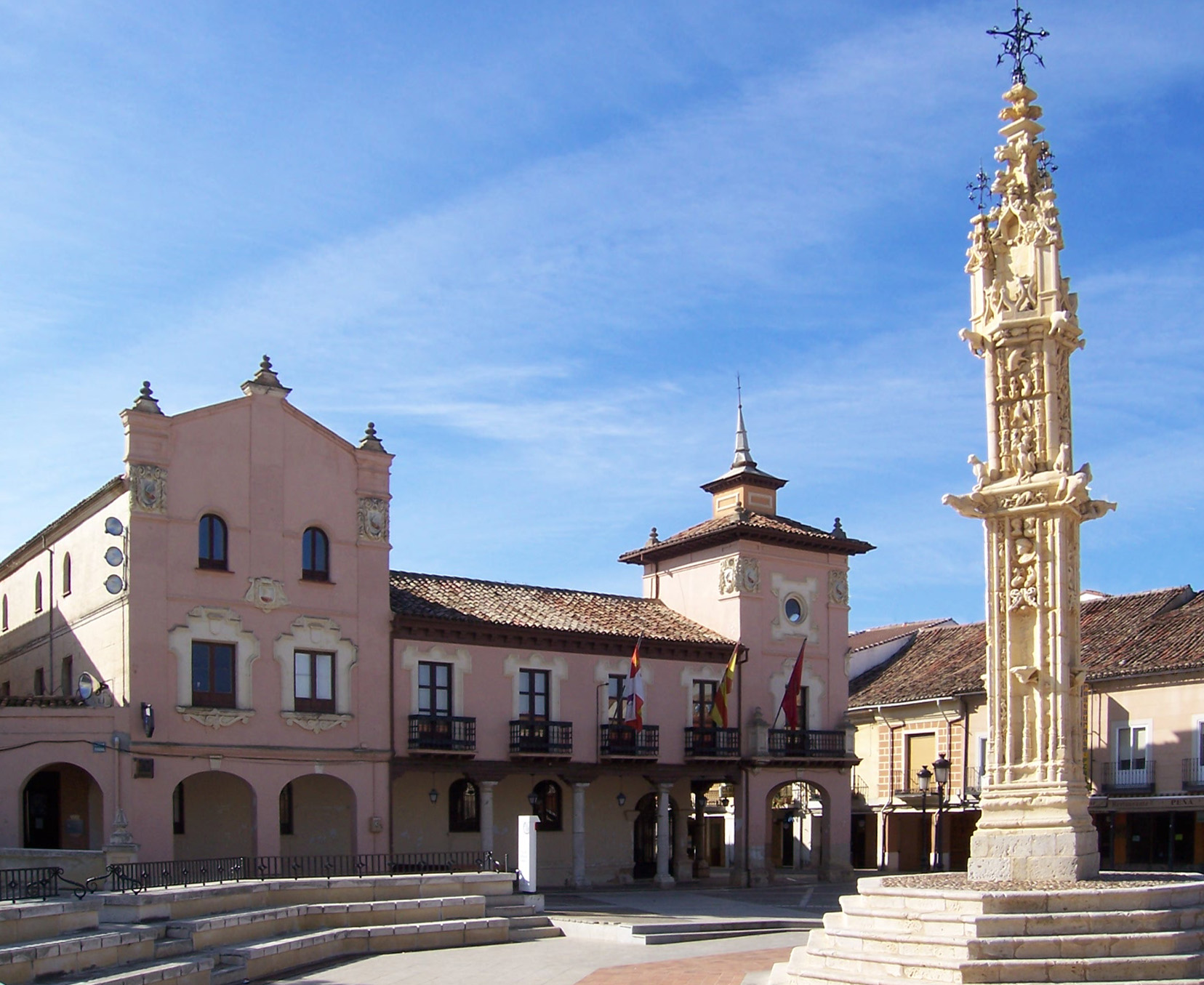
Rathaus

- Michaeliskirche
- Rathaus

## Wichtige Persönlichkeiten
- Ángel León (1907–1979), Sportschütze, Silbermedaillengewinner von Helsinki 1952
- Juan Alonso Pimentel de Herrera (1553–1621), Adliger
- FClara del Rey Calvo (1765–1808), Kriegsheldin im Aufstand Dos de Mayo